# کنت اجورس
کنت اسکس اجورس (به انگلیسی: Kenneth Essex Edgeworth) (زادهٔ ۲۶ فوریهٔ ۱۸۸۰ - درگذشتهٔ ۱۰ اکتبر ۱۹۷۲)، یک ستاره‌شناس، اقتصاددان و مهندس ایرلندی بود. در سال ۱۹۴۰، کنت اجورس پیشنهاد داد یک دیسک از اجرام آسمانی فراتر از نپتون وجود دارد. ده سال بعد، جرارد کویپر نیز چنین چیزی گفت و آن دیسک کمربند کویپر نام‌گرفت.